# Institut Max-Planck de recherche sur les sociétés multireligieuses et multiethniques
L'Institut Max-Planck de recherche sur les sociétés multireligieuses et multiethniques (en allemand Max-Planck-Institut zur Erforschung multireligiöser und multiethnischer Gesellschaften situé à Göttingen est un centre de recherche de la Société Max-Planck. Il a été fondé en 2007 et a pris la suite de l'Institut Max-Planck d'histoire (de) créé en 1956 (MPIG).

## Description
Durant la période de déploiement, Steven Vertovec (de) était le premier directeur de l’Institut. Depuis, l'Institut se compose de trois départements indépendants. En 2020, ce sont :
- Department of Religious Diversity, dirigé par Peter van der Veer ;
- Department of Socio-Cultural Diversity, dirigé par Steven Vertovec ;
- Department of Ethics, Law and Politics, dirigé par Ayelet Shachar

L'Institut se consacre à l'étude des questions de diversité à l'époque de la mondialisation.
La bibliothèque de l'Institut se compose d'une partie du fonds de l'Institut d'histoire gérée par l'Institut selon la classification de Ratisbonne (de) et d'une partie gérée et conservée dans le bâtiment historique de la Bibliothèque d'État et universitaire de Basse-Saxe à Göttingen.